# Icon (álbum de Megadeth)
Icon es un álbum recopilatorio de la banda de Thrash Metal estadounidense Megadeth lanzado el 25 de febrero de 2014 en los Estados Unidos y el 11 de marzo en Canadá como parte de la serie "Icon" de Universal Music Enterprises(UMe) lanzado el 31 de agosto de 2010, el cual incluye versiones de 30 artistas de Rock, Pop, R&B y Country.

## Lista de canciones
1. Holy Wars... The Punishment Due
2. Symphony of Destruction
3. Wake Up Dead
4. Trust
5. Hangar 18
6. Sweating Bullets
7. A Tout Le Monde
8. Skin O' My Teeth
9. In My Darkest Hour
10. Kill the King
11. Peace Sells

- Datos: Q17634452